# 주주제안권
주주제안권(The Right of Shareholder`s Proposal)은 발행주식총수(의결권 있는 주식수 기준)의 100분의 3이상을 보유한 주주에게 인정되는 소수주주권이다. (상법 제363조의2 제1항). 주주가 공익권을 남용하는 것을 방지하려는 취지로 만든 제도이다.

## 역사
주주제안권은 한국에서 소액주주의 권리에 대한 인식이 열리기 시작한 1998년 상법개정을 통하여 도입이 되었다.

## 제안절차
주주총회 회일의 6주 전에 서면 또는 전자문서로 이사에게 제안하여야 하고, 이사는 이를 이사회에 보고하여야 한다. 여기서 6주를 계산할 때 정기주주총회의 경우에는 직전 연도의 정기주주총회일에 해당하는 그 행의 해당일을 기준으로 한다. 제안의 기간이 6주에 미달하는 경우의 효과에 관하여, 회사는 그 제안을 총회에 상정할 수 없다는 견해가 있으나, 위 기간은 회사의 준비를 위한 것이므로 회사가 그 제안을 채택할 의무는 없지만 이를 채택하여 총회에 상정하는 것은 무방하다.

## 제한
주주제안의 내용이 법령 또는 정관을 위반하는 경우와 그밖에 대통령령으로 정하는 경우에 이사회는 이를 총회의 목적사항으로 하지 않을 수 있다.

## 내용
1. 의제제안권: 일정사항을 회의의 목적사항(의제)로 정할 것을 청구할 수 있는 권리. 예컨대 이사선임의 건
2. 의안제안권: 의제에 관해 의안의 요령, 즉 구체적인 결의안을 제안하는 것. 회사제안에 대한 수정제안 또는 반대제안이 될 수 있다.

## 판례
- 주주제안을 거부당한 주주가 신청한 의안상정가처분의 피고적격자는 주주제안을 의안으로 상정하는 것에 반대한 개별 이사가 아니라 회사가 된다[1]

## 참고 문헌
- 이기수,최병규, 상법총칙·상행위법 제6판, 박영사.
- [%B1%E2%B0%ED 성상희의 기업법률<25> 주주제안권 한국무역신문사 2014/02/17]